# Music’s Too Sad Without You
A Music's Too Sad Without You című dal az ausztrál énekesnő Kylie Minogue 5. kimásolt kislemeze a 14. Golden című stúdióalbumáról. A dal 2018. október 13-án jelent meg, melyet Minogue, Savoretti írtak, a producer pedig Samuel Dixon volt. A "Music's Too Sad Without You" című dal egy country ihletésű ballada. A dalt Savoretti  6. "Singing to Strangers" című albumának deluxe kiadásában is megjelent 2019-ben. Az eredeti változat pedig az album speciális kiadásán kapott helyet. 

## Előzmények és összetétel
A "Music's Too Sad Without You" című dalt Minogue, Savoretti és Samuel Dixon írta. 2018 októberében Minogue és Savoretti a dalhoz készült videóból képeket tettek közzé a közösségi médiában. Egy nappal később Minogue bejelentette, hogy a dal a "Golden" című album 5. kislemezeként jelenik meg. A dal pedig 2018. október 13-án került bemutatásra a BBC Radio 2-n. A dalt egy country ihletésű balladaként írták le.

## Videoklip
A dalhoz készült klipet Joe Connor rendezte, és a velencei Teatro La Fenice operaházban forgatták. A klipet 2018. október 15-én mutatták be a YouTubeon, és több mint 2,3 millióan tekintették meg.

## Élő előadások
A dal felkerült a Kylie Presents Golden játszási listájára, és Minogue valamint Savoretti is előadták a dalt. A dal a Velencei Jazz Fesztiválon is elhangzott 2018 júliusában. 2018. november 18-án Minogue és Savoretti előadta a dalt a The Jonathan Ross Showban. 2018. november 24-én pedig McIntryre Big Showjában hangzott el a dal.

## Slágerlista
| Slágerlista (2018)                     | Legjobb helyezések |
| -------------------------------------- | ------------------ |
| Croatia (HRT)                          | 93                 |
| Skócia (Scottish Singles Top 40)       | 17                 |
| Egyesült Királyság (UK Download Chart) | 17                 |
| Egyesült Királyság (UK Indie Chart)    | 27                 |

## Megjelenések
| Ország             | Dátum             | Formátum               | Label        | Ref.   |
| ------------------ | ----------------- | ---------------------- | ------------ | ------ |
| Egyesült Királyság | 2018. október 13. | Contemporary hit radio | BMG          | [ 3 ]  |
| Különböző          | 2018. október 15. | Digitális letöltés     | Darenote BMG | [ 14 ] |
| Olaszország        | 2018. október 16. | Contemporary hit radio | BMG          | [ 15 ] |